# Wallace (Schiff)
Die Wallace, auch HMS Wallace, war ein Zerstörer (Flottillenführer) der Shakespeare-Klasse der britischen Marine, der zwischen 1919 und 1945 in Dienst stand.

## Geschichte

### Bau
Der Bauauftrag für die spätere Wallace, benannt nach dem schottischen Freiheitskämpfer William Wallace (1270–1305), wurde während des Ersten Weltkrieges, als dritte Einheit der Shakespeare-Klasse, im April 1917 an die Werft John I. Thornycroft & Company vergeben. Diese legte den Rumpf am 15. August 1917 in Southampton auf Kiel. Der Stapellauf erfolgte am 26. Oktober 1918 und die Indienststellung am 14. September 1919.

### Einsatzgeschichte

#### Zwischenkriegszeit
Das erst nach Ende des Ersten Weltkrieges in Dienst gestellte Boot kam anschließend in der Ostsee zum Einsatz, um die jungen baltischen Staaten vor der Sowjetunion zu schützen. Danach diente die Wallace in der 1. Zerstörerflottille der Atlantic Fleet und kam dann im Zuge der Reduzierung der Flotte in der Nachkriegszeit in Reserve. 1938 wurde sie für den Umbau in ein Luftabwehr-Geleitboot ausgewählt, der in der Staatswerft in Devonport durchgeführt wurde.

#### Zweiter Weltkrieg
Bei diesem sogenannten WAIR-Umbau wurde fast alle Aufbauten der betroffenen Boote entfernt, ein Kessel ausgebaut und die Antriebsanlage erneuert und neue Aufbauten errichtet. Die total entfernte Bewaffnung wurde durch zwei 4 Zoll-Flugabwehr-Zwillingsgeschütze mit dazugehöriger Feuerleitanlage ersetzt. Als leichte Flugabwehrwaffen erhielten die Boote zwei Vierlings-Vickers-Maschinengewehre nebeneinander auf einer erhöhten Position hinter den Schornsteinen und vor dem hinteren Deckshaus. Dazu kam eine starke Wasserbombenbewaffnung. Der ursprünglich geplante Umbau von 36 Booten wurde nicht durchgeführt, da der Handelskrieg sich schon kurz nach Kriegsbeginn hauptsächlich auf den Mittelatlantik außerhalb der Angriffsmöglichkeiten der deutschen Luftwaffe verlagerte und die 4 Zoll-Zwillingsgeschütze nicht im gewünschten Umfang zur Verfügung standen und dann vorzugsweise in neuen Geleitzerstörern der Hunt-Klasse verbaut wurden. Neben der Wallace als einzigem Flottillenführer wurden 15 Boote der V- und W-Klasse dem WAIR-Umbau unterzogen. Der Umbau wurde bei den meisten Booten im Frieden begonnen, aber nur die HMS Wallace und die Valorous waren bei Kriegsbeginn fertiggestellt. Die anderen Boote kamen bis Ende 1940 in den Dienst der Royal Navy. Die Größe des Flottillenführers erlaubte bei der Wallace den Einbau weiterer leichter Fla-Waffen. Sie hatte einige zusätzliche Lewis-Maschinengewehre im Brückenbereich und am Heck noch ein 2pdr-vierfach-„pompom“-Geschütz. Mit noch drei Kesseln konnte sie noch 30 kn erreichen.

Die Wallace wurde in den Heimatgewässern getestet, am 14. Juni 1939 wieder in Dienst gestellt und im September 1939 nach Rosyth als Einsatzstation verlegt. Ihr erster Kriegseinsatz war die Aufnahme der aus der Ostsee durchgebrochen polnischen Zerstörer Burza, Grom und Blyskawica zusammen mit der HMS Wanderer in der Nordsee, die zum schottischen Hafen Leith begleitet wurden. Sie diente dann, wie die anderen WAIR-Umbauten, in der Sicherung der britischen Ostküsten-Geleitzüge in der Nordsee.

Ab Juni 1942 diente auf der Wallace der griechische Prinz Philip, der spätere Ehemann der britischen Königin Elisabeth II., der ab Oktober 1942 bis Anfang 1944 der erste Offizier des Bootes wurde, ehe er auf den neuen Zerstörer HMS Whelp versetzt wurde. Im Juli 1943 war die Wallace mit anderen WAIR-Umbauten zur Sicherung der Einheiten bei der alliierten Landung auf Sizilien (Operation Husky) eingesetzt.

Am 16. März 1945 kollidierte die Wallace mit dem Geleitzerstörer HMS Farndale vor dem Humber. Die Reparatur des alten Bootes wurde für nicht mehr sinnvoll erachtet und die HMS Wallace zum Abbruch verkauft.